# Podospora trichomanes
Podospora trichomanes är en svampart som tillhör divisionen sporsäcksvampar, och som beskrevs av Nils G. Lundqvist. Podospora trichomanes ingår i släktet Podospora, och familjen Lasiosphaeriaceae. Arten är reproducerande i Sverige.